# سياهغل (مقاطعة غيلانغرب)
سياهغل (بالفارسية: سیاه‌گل) هي قرية تقع في منطقة مركزية ريفية في إيران. يقدر عدد سكانها بـ 197 نسمة .